# Vourgne-Mamboum
Vourgne-Mamboum est un village de la commune de Mbe situé dans la région de l'Adamaoua et le département de la Vina au Cameroun.

## Population
En 2014, Vourgne-Mamboum comptait 571 habitants dont 278 hommes et 313 femmes. En terme d'enfants, le village comptait 61 nourrissons (0-35 mois), 96 nourrissons (0-59 mois), 36 enfants (4-5 ans), 134 enfants (6-14 ans), 106 adolescents (12-19 ans), 198 jeunes (15-34 ans).

## Ressources naturelles
Un forage non fonctionnel pour accéder à l'eau est présent au sein du village.

## Éducation
172 élèves dont 87 filles et 85 garçons vont à l'école de Vourgne-Mamboum. Trois enseignants dont deux maîtres parents et un contractuel donnent les cours aux enfants.